# Афанасьев, Геннадий Яковлевич
Геннадий Яковлевич Афанасьев (1 января 1943 — 10 марта 2003) — советский футболист, полузащитник; тренер.

## Биография
Играл в командах первой и второй лиг СССР «Химик» Северодонецк (1966), «Иртыш» Омск (1968—1969, 1971), «Чкаловец» Новосибирск (1972).
В 1976—1979 — главный тренер команды «Труд» Шевченко. Работал тренером в командах «Торпедо» Тольятти (1980—1981), «Ростсельмаш» Ростов (1987), «Локомотив» НН (1989), «Балтика» Калининград (1992—1993), «Жемчужина» Сочи (1996, 1998—1999). 22 и 29 мая 1999 в матчах против «Алании» (2:2, в гостях) и «Уралана» (0:0, дома) соответственно исполнял обязанности главного тренера.
В 1997 году — начальник команды «Жемчужина».
В 2000—2001 — тренер-селекционер «Черноморца» Новороссийск, в 2002 — тренер-селекционер «Ростсельмаша».
Скончался в марте 2003 года, похоронен в Сочи.